# Auguste Brouet

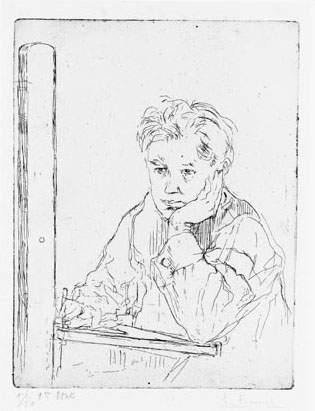
Selbstporträt (um 1920)

Auguste Louis Brouet (* 10. Oktober 1872 in Paris; † 9. November 1941 ebenda) war ein französischer Radierer und Kupferstecher. Brouet zählt zu den profiliertesten Radierern des frühen 20. Jahrhunderts. Bekannt wurde insbesondere er für seine romantisierende Darstellung der Montmartrer Halbwelt. In seinen Arbeiten verarbeitete er Einflüsse von Rembrandt van Rijn, Edgar Degas und Félicien Rops.

## Leben und Werk

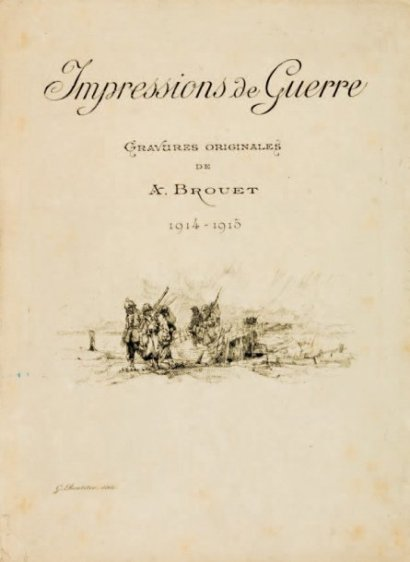
Während des Ersten Weltkrieges entstanden ca. 20 verschiedene Motive. Sechs davon, geschaffen zwischen 1914 und 1915 wurden in der Mappe Impressions de Guerre in einer limitierten Auflage von 75 Exemplaren von Gaston Boutitie veröffentlicht.

Als Sohn armer Eltern geboren, arbeitete er zunächst als Lithograph und Lautenmacher um der Familie finanziellen Beistand zu leisten. Trotzdem besuchte er – sofern es die wirtschaftlichen Bedingungen zuließen – das Atelier des Malers Gustave Moreau an der École des Beaux-Arts. Gegen Ende des 19. Jahrhunderts schloss der junge Brouet Bekanntschaft mit dem Pariser Grafiker Auguste Delâtre, von dem er sich in die Kunst des Radierens einführen ließ. Im Jahr 1910 wurden seine Arbeiten auf der 9. Esposizione Internazionale d’Arte della Città di Venezia 1910 – La Biennale di Venezia gezeigt.
Er stellte nur sporadisch aus und im Jahr 1922 sowie 1923 fanden weitere wichtige Einzelausstellungen statt. Ebenfalls im Jahr 1923 gab Gustave Geffroy ein zweibändiges Werkverzeichnis von Brouets bis dahin entstandenen Arbeiten heraus, den Catalogue de son oeuvre grave, der 270 Einträge erfasste.
Konnte er in den 1920er bis 1930er Jahren den Höhepunkt seiner Karriere genießen und schaffte es sich einen festen Sammlerkreis zu erschließen, fiel er nach dem Zweiten Weltkrieg – bis auf eine Ausnahme, eine Ausstellung 1946 in der Galerie Drouant-David – in Vergessenheit. Heutzutage steigt vor allem im US-amerikanischen sowie französischen Raum seine Popularität.
Seine Motive suchte sich Brouet in den Kreisen der „kleinen Leute“, die er zu Genügend in Montmartre fand. So reicht seine Bildpalette von der Darstellung von Prostituierten, Tänzerinnen, Bordellszenen, Akte, verschiedener kleiner Berufe, Landschafts- und Kriegsansichten – letztere entstanden während des Ersten Weltkriegs – bis hin zu Genre- beziehungsweise Landschaftsdarstellungen oder Zirkusszenen und Akrobatenbildern, die er unter anderem auch der Manege seiner Mutter in Neuilly entnahm.
Die Kunst Rembrandts gestaltete sich tongebend für Brouets Schaffen. So eignete er sich von ihm das Clair-obscur an und ließ sich vor allem in den Genreszenen vom Duktus des bedeutenden Niederländers inspirieren, wohingegen jedoch in den Ballettdarstellungen sich Edgar Degas als Vorbild erkennen lässt. In einigen Werken Brouets lassen sich Parallelen zum Symbolisten Rops’ ziehen, wiederum in anderen verschmelzen verschiedene Einflüsse zu einer eigenen Ausdrucksweise.
Er arbeitete vornehmlich in der Technik der Radierung, Kaltnadel, Aquatinta und des Kupferstichs. Selten entstanden auch Unikate, wie Gemälde, Zeichnungen oder Pastelle.
Bis 1938 schuf Brouet ungefähr 400 druckgrafische Werke. Sein Atelier befand sich in Montmartre auf der 4, rue Camille Tahan.

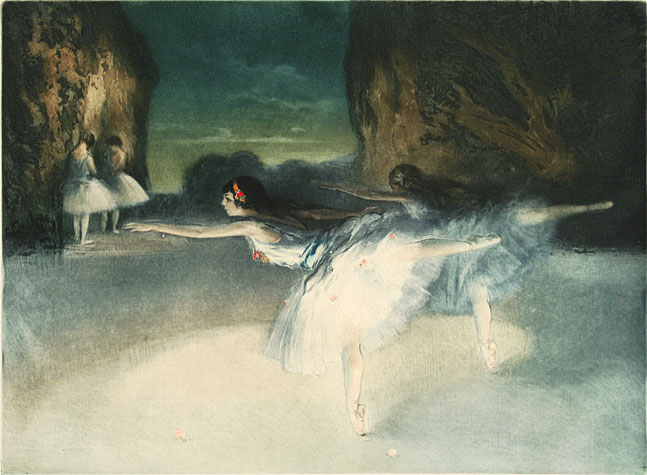
Le ballet, ca. 1920, Aquatinta, Auflage 250, Privatbesitz

## Ausstellungen
- 17. bis 31. März 1922: Auguste Brouet: Son oeuvre. Galerie Barbazanges, Paris
- 1. bis 31. Januar 1923: Auguste Brouet: son oeuvre. Musée d’art et d’histoire Genf
- 1937: Weltausstellung in Paris (Grand prix de gravure)
- 27. November 2009 bis 4. April 2010: Poetique du chantier. U.a. mit Chris Burden, Tony Cragg, Robert Filliou, Fischli & Weiss, Ilya Kabakov, Fernand Léger, Jonathan Monk und Roman Opalka. Musée Château d'Annecy, Annecy[2]

## Illustrierte Bücher
- 1921: Les Frères Zemganno von Edmond de Goncourt
- 1924: L'apprentie von Gustave Geffroy
- 1924: La Bièvre et Saint-Séverin von Joris-Karl Huysmans, (27 Aquatintaradierungen)
- 1925: Jésus la Caille von Francis Carco, (30 Kupferstiche)
- 1927: Le Livre de L’Émeraude von André Suarès
- 1928: Greco ou le secret de Tolède von Maurice Barrès
- 1929: Le Drageoir aux épices von Joris-Karl Huysmans, (54 Aquatintaradierungen)
- 1931: Marthe von Joris-Karl Huysmans
- 1938: Mireille von Frédéric Mistral

## Werke in Museen (Auswahl)
| - Ackland Art Museum, Chapel Hill, North Carolina - British Museum, London - Brooklyn Museum of Art, New York - Dallas Museum of Art, Dallas | - Cleveland Museum of Art, Cleveland - Fitzwilliam-Museum, Cambridge - Indianapolis Museum of Art, Indiana - Musée du Louvre, Paris | - Metropolitan Museum of Art, New York - Musée d'histoire de Saint-Malo, Saint-Malo - Pomona College Museum of Art, Claremont - Stoke-en-Trent Museums, Stoke-on-Trent - University of Michigan Museum of Art, Ann Arbor |